# Kersobleptes
Kersobleptes (gr.: Κερσοβλέπτης, Kersobléptes) – król trackich Odrysów w latach 359-341 p.n.e. Syn Kotysa I, króla Odrysów.
Po śmierci ojca Kersobleptes walczył o władzę z innymi kandydatami do tronu. Ateny popierały przeciwko niemu Amadokosa II. Walki spowodowały podział królestwa na trzy części. Kersobleptes rządził na wschodzie Tracji do rzeki Hebros, Amadokos II w centrum między Hebros i Nestos, natomiast Berisades na zachód od Nestos.
Kersobleptes był w młodym wieku, gdy objął tron. Całe zarządzanie jego sprawami leżało w rękach Charidemos z Eubei, który był skoligacony poprzez małżeństwo z rodziną królewską. 
W 357 r. wraz z dwoma pozostałymi królami trackimi zawarł sojusz z Atenami. Sprzymierzeńcy postanowili, że będą wspólnie ściągać daninę z miast trackich na wybrzeżu i Chersonezie, a w przypadku ich buntu uderzą razem. W 353 r. zawarł sojusz przeciw Amadokosowi II.
Ateńczycy walczyli z Filipem II, królem Macedonii o kontrolę nad Tracją. Latem 353 r. Chares, strateg ateński, zdobył Sestos na Chersonezie oraz zgładził wszystkich mężczyzn a resztę sprzedał w niewolę. Nawiązał dobre kontakty z Kersobleptesem, który opowiedział się przeciw Filipowi II i uznał prawa Aten do Amfipolis. Oddał im wszystkie miasta Chersonezu, z wyjątkiem Kardii. Koloniści ateńscy przybyli na półwysep na początku 352 r. Filip II uprzedził ich posunięcia prowadząc kampanię wojenną w Tracji celem jej zdobycia. Amadokos II zawarł przymierze z nim przeciwko Kersobleptesowi.
Pod koniec 347 r. obaj królowie traccy poprosili Filipa II, króla Macedonii o rozsądzenie ich sporu. Macedończyk wykorzystał okazję i wtargnął z armią do Tracji oraz uczynił z nich swoich wasali. Uczynił także z syna Kersobleptesa swoim zakładnikiem.
Pod koniec 346 r. Ateńczycy wysłali posła Euklidesa do Filipa II z prośbą, aby pokój Filokratesa objął również Kersobleptesa. Tracki król złożyłby odpowiednią przysięgę i odzyskałby twierdze w pobliżu Chersonezu. Macedończyk nie zgodził się. Wiedział, że on odciąłby jego Macedonię od ateńskich osadników na Chersonezie.
Historyk grecki Diodor Sycylijski, podał, że w 343/342 r. Kersobleptes podbijał i pustoszył ziemie miast nad Hellespontem, które graniczyły z Tracją. Filip II, król Macedonii, postanowił skończyć z jego napadami. Pierwszą kampanię w Tracji zorganizował wczesną wiosną 342 r. Po walkach w Epirze latem tego roku, ponownie walczył w Tracji od lipca 342 do kwietnia 341 r. Wojna trwała również później do r. 340 (może z przerwami). Tracka kampania była trudna, mimo posiadania dużej armii. Filip II najpierw podbił „Trację Nadbrzeżną”, potem ziemie koło morza Marmara i Bosforu. Stąd ruszył w głąb lądu w czasie następnej kampanii. Zdobył dolinę Hebrosu i znalazł się na ziemiach Odrysów i ich sprzymierzeńców. Do wiosny 341 r. przedarł się w głąb lądu. Wypędził z ziem trackich Kersobleptesa i Teresa II, królów odryskich zapoczątkowując panowanie macedońskie trwające do 330 r.
Nie wiadomo, kiedy i gdzie zmarł Kersobleptes. Zostawił po sobie kilku synów: Jolaosa, Posejdoniosa, Medistasa oraz Teresa. Zapewne synem był także Seutes III, króla Odrysów w latach 330-ok. 300.